# György Szabados

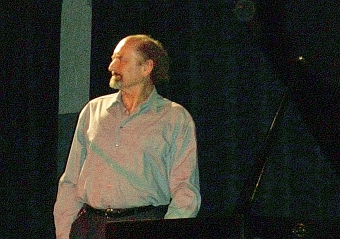
György Szabados im September 2005

György Szabados (* 13. Juli 1939 in Budapest; † 10. Juni 2011 in Nagymaros) war ein ungarischer Arzt und bekannt als Komponist und Pianist des Creative Jazz und der freien Improvisationsmusik. Beeinflusst von der Volksmusik Transsylvaniens und Béla Bartók sowie durch die Ausdrucksmöglichkeiten des Jazz hat Szabados „zu einer individuellen musikalischen Sprache gefunden“ (Bert Noglik). Mit ihm begann „eine neue Strömung im ungarischen Jazz: Fundierung auf die eigene Tradition bei gleichzeitiger Öffnung für die Innovationen der Chicagoer Avantgarde oder des westeuropäischen Free Jazz und für die Klangwelten der Neuen Musik.“

## Leben und Wirken
Szabados erhielt als Kind Klavierunterricht und spielte in den 1950er Jahren in Schülerbands. Er studierte zunächst Medizin, gab aber seit 1962 auch öffentliche Konzerte, in denen er teilweise völlig frei improvisierte. Er praktizierte als Arzt, gründete aber daneben eine Jazzband. 1972 gewann er mit seinem Quintett den Grand Prix des angesehenen San Sebastian Jazz Festivals im Bereich des Free Jazz. Die Aufnahmen zu seiner ersten, auch international sehr stark beachteten Platte „Az esküvő“ stammen aus den nächsten beiden Jahren. Szabados trat  vor allem im Trio auf (mit Bassist Sandor Vajda und Schlagzeugern wie Antal Farago). Mit größeren Besetzungen, zu denen er auch Ernst-Ludwig Petrowsky, Hannes und Conny Bauer einlud, spielte er einige seiner Kompositionen ein. Sein dreisätziges Werk „Adyton“ wurde 1981 erstmals aufgeführt und 1983 mit Antal Lakatos und Mihály Dresch eingespielt. Mit Dresch spielte Szabados auch im Duo. Seit 1982 spielte er wiederholt mit Anthony Braxton. Weiterhin arbeitete er mit Fred Van Hove, Peter Kowald, Evan Parker und Jiří Stivín und nahm auch mit Roscoe Mitchell sowie mit Vladimir Tarasov auf. Er improvisiert weiterhin mit dem von ihm gegründeten MAKUZ („Orchester des ungarischen Königshofes“).

## Preise und Auszeichnungen
Szabados erhielt 1983 den staatlichen Ferenc-Liszt-Preis. 2001 wurde sein Album „Az idő múlása“ in Ungarn zum „Album des Jahres“ gewählt. 2001 erhielt er auch den Preis der ungarischen Künste und den Gábor Szabó Lifetime Achievement Award der ungarischen Jazzföderation.

## Diskographische Hinweise
- Az esküvő (The Wedding) Hungaroton-Pepita SLPX 17475; Hungarian Jazz History Vol. 8 Hungaroton HCD71094 (1975)
- Adyton Hungaroton-Krém SLPX 17724 (1983/84)
- mit Anthony Braxton: Szabraxtondos Hungaroton-Krém SLPX 17909 (1985)
- mit Roscoe Mitchell: Jelenés (Revelation) Fonó Records (1998)
- Az idő múlása (Time Flies) November Music 20022 (2000)
- mit Anthony Braxton, Vladimir Tarasov: Triotone Leo 416 (2005)

## Lexigraphische Einträge
- Wolf Kampmann (Hrsg.), unter Mitarbeit von Ekkehard Jost: Reclams Jazzlexikon. Reclam, Stuttgart 2003, ISBN 3-15-010528-5.
- Martin Kunzler: Jazz-Lexikon. Band 2: M–Z (= rororo-Sachbuch. Bd. 16513). 2. Auflage. Rowohlt, Reinbek bei Hamburg 2004, ISBN 3-499-16513-9.